# Ceremonija
Ceremonija (od latinskog: caerimonia = poštovanje, obred) je naziv za skup propisanih spoljašnjih oblika i postupaka kojima se daje blistavost i simbolička snaga pojedinim događajima ili radnjama, kao kod bogoslužja, ustoličenja, dodele nagrada, ili venčanja, rođenja... ili drugim svečanim trenutcima. To je na kraju i deo imena te svečanosti – Ceremonija venčanja ali i sinonim za svečanost. Ceremonijom se naziva i preterano naglašena učtivost i uglađenost u komunikaciji, odnosno prenaglašeno nastojanje na poštovanju pravila pristojnosti.

## Karakteristike
U Liturgiji je ceremonija skup svih radnji (držanje, pokreti, geste) koje su iskreirale crkve za svoje obrede. Ceremonija se razlikuje od rituala, jer je to niz pojedinačnih radnji koje prate izgovorene reči, dok je ritual celina. Ceremonije su vremenom iskreirane iz kojekavih razloga, ponekad su to bili čisto praktični razlozi, kao kod upotrebe posebnog vela kod ispijanja vina iz kaleža za euharistije, ili iz estetsko-psiholoških razloga, posebna odeća, nakit, ili zbog simboličko-mističnih razloga, paljenje tamjana kao simbola poštovanja i molitve.
Ponakad su to bili i praktičko-simbolički razlozi, jer su se sveće palile i kao simbol Hrista (koji je svetlost sveta), ali i zato da se nešto vidi u mraku crkve.
Još od ranokršćanstva postoje pisana pravila za liturgijske ceremonijale, na grčkom je to bio Archieratikon (ἀρχιερατικόν), a na latinskom liber caeremoniarum (ili caeremoniale).
Ceremonije postoje kod svih velikih organizacija; vojske, policije, akademija, škola, fakulteta, ali i kod porodičnih okupljanja, ženidbe, sprovodi, krštenja... Čak i u međuodnosu između samo dvoje ljudi, od skidanja šešira, do ulaska u restoran.
Svi sisari poznaju za neku vrstu ceremonijalnog ponašanja.

## Spoljašnje veze
- Cerimonia na portalu Enciclopedia Treccani (језик: италијански)